# Erik Weber
Erik Weber (* 10. November 1988) ist ein deutscher Volleyballspieler.

## Karriere
Weber spielte in seiner Jugend beim Heimatverein WSG Potsdam Waldstadt und war auch im Beachvolleyball aktiv (u. a. an der Seite von Jonathan Erdmann). Anschließend spielte er im Nachwuchsteam VC Olympia Berlin und 2006 als Stellvertreter von Sebastian Kühner in der deutschen Junioren-Nationalmannschaft. Von 2007 bis 2009 war er beim Bundesligisten Netzhoppers Königs Wusterhausen aktiv. Aus Brandenburg wechselte der Zuspieler zum damaligen Zweitligisten VC Gotha. Ein Jahr später stand er im Kader des Regionalligisten VC Potsdam-Waldstadt. Von 2011 bis 2013 spielte er beim Bundesligisten TV Bühl.